# Paris-Nisa 2011
Cursa Paris-Nisa 2011 este a 69 ediție a Cursei Paris-Nisa care s-a desfășurat în perioada 6-13 martie 2011.

## Echipe participante
Pentru ediția din 2011, au fost invitate 22 de echipe. Acestea sunt:
| - Franța Ag2r-La Mondiale Bretagne-Schuller Cofidis Europcar FDJ - Belgia Omega Pharma-Lotto Quick Step - Danemarca Team Saxo Bank-SunGard - Italia Lampre-ISD Liquigas-Cannondale - Kazahstan Astana | - Luxemburg Leopard Trek - Olanda Rabobank Vacansoleil-DCM - Rusia Team Katusha - Spania Euskaltel-Euskadi Team Movistar - SUA BMC Racing Team Garmin-Cervélo HTC-Highroad Team RadioShack - Marea Britanie Team Sky |

## Etape

### Etapa 1
6 martie: Houdan - Houdan, 145.5 km
|    | Ciclist                 | Echipă              | Timp       |
| -- | ----------------------- | ------------------- | ---------- |
| 1  | Thomas De Gendt (BEL)   | VacansoleilDCM      | 4h 05' 06" |
| 2  | Jérémy Roy (FRA)        | FDJ                 | t. e.      |
| 3  | Heinrich Haussler (AUS) | Garmin-Cervélo      | t. e.      |
| 4  | Peter Sagan (SVK)       | Liquigas-Cannondale | t. e.      |
| 5  | Greg Henderson (NZL)    | Team Sky            | t. e.      |
| 6  | Jens Voigt (GER)        | Leopard Trek        | t. e.      |
| 7  | Wouter Weylandt (BEL)   | Leopard Trek        | t. e.      |
| 8  | Danilo Wyss (SUI)       | BMC Racing Team     | t. e.      |
| 9  | Romain Feillu (FRA)     | Vacansoleil-DCM     | t. e.      |
| 10 | Gert Steegmans (BEL)    | Quick Step          | t. e.      |

|    | Rider                   | Team                | Time       |
| -- | ----------------------- | ------------------- | ---------- |
| 1  | Thomas De Gendt (BEL)   | Vacansoleil-DCM     | 4h 04' 53" |
| 2  | Jérémy Roy (FRA)        | FDJ                 | + 6"       |
| 3  | Heinrich Haussler (AUS) | Garmin-Cervélo      | + 9"       |
| 4  | Damien Gaudin (FRA)     | Europcar            | + 10"      |
| 5  | Jens Voigt (GER)        | Leopard Trek        | + 11"      |
| 6  | Romain Feillu (FRA)     | Vacansoleil-DCM     | + 12"      |
| 7  | Peter Sagan (SVK)       | Liquigas-Cannondale | + 13"      |
| 8  | Greg Henderson (NZL)    | Team Sky            | + 13"      |
| 9  | Wouter Weylandt (BEL)   | Leopard Trek        | + 13"      |
| 10 | Danilo Wyss (SUI)       | BMC Racing Team     | + 13"      |

### Etapa 2
7 martie: Montfort-l'Amaury - Amilly, 198.5 km
|    | Rider                    | Team                | Time       |
| -- | ------------------------ | ------------------- | ---------- |
| 1  | Greg Henderson (NZL)     | Team Sky            | 5h 00' 56" |
| 2  | Matthew Goss (AUS)       | HTC-Highroad        | t.e.       |
| 3  | Denis Galimzyanov (RUS)  | Team Katusha        | t.e.       |
| 4  | Heinrich Haussler (AUS)  | Garmin-Cervélo      | t.e.       |
| 5  | Peter Sagan (SVK)        | Liquigas-Cannondale | t.e.       |
| 6  | Romain Feillu (FRA)      | Vacancesoleil-DCM   | t.e.       |
| 7  | Jurgen Roelandts (BEL)   | Omega Pharma-Lotto  | t.e.       |
| 8  | José Joaquín Rojas (ESP) | Team Movistar       | t.e.       |
| 9  | Tomas Vaitkus (LTU)      | Astana              | t.e.       |
| 10 | Danilo Wyss (SUI)        | BMC Racing Team     | t.e.       |

|    | Rider                   | Team              | Time       |
| -- | ----------------------- | ----------------- | ---------- |
| 1  | Thomas De Gendt (BEL)   | Vacancesoleil-DCM | 9h 05' 48" |
| 2  | Greg Henderson (NZL)    | Teaa Sky          | + 4"       |
| 3  | Jérémy Roy (FRA)        | FDJ               | + 7"       |
| 4  | Matthew Goss (AUS)      | HTC-Highroad      | + 8"       |
| 5  | Tony Gallopin (FRA)     | Cofidis           | + 8"       |
| 6  | Heinrich Haussler (AUS) | Garmin-Cervélo    | + 10"      |
| 7  | Denis Galimzyanov (RUS) | Team Katusha      | + 10"      |
| 8  | Damien Gaudin (FRA)     | Europcar          | + 11"      |
| 9  | Maxime Bouet (FRA)      | Ag2r-La Mondiale  | + 11"      |
| 10 | Jens Voigt (GER)        | Leopard Trek      | + 12"      |

### Etapa 3
8 martie: Cosne-Cours-sur-Loire - Nuits-Saint-Georges, 202.5 km
|    | Rider                    | Team                | Time       |
| -- | ------------------------ | ------------------- | ---------- |
| 1  | Matthew Goss (AUS)       | HTC-Highroad        | 5h 16' 48" |
| 2  | Heinrich Haussler (AUS)  | Garmin-Cervélo      | t.e.       |
| 3  | Denis Galimzyanov (RUS)  | Team Katusha        | t.e.       |
| 4  | José Joaquín Rojas (ESP) | Team Movistar       | t.e.       |
| 5  | Geraint Thomas (GBR)     | Team Sky            | t.e.       |
| 6  | Greg Henderson (NZL)     | Team Sky            | t.e.       |
| 7  | Anthony Ravard (FRA)     | Ag2r-La Mondiale    | t.e.       |
| 8  | Francesco Gavazzi (ITA)  | Lampre-ISD          | t.e.       |
| 9  | Romain Feillu (FRA)      | Vacancesoleil-DCM   | t.e.       |
| 10 | Valerio Agnoli (ITA)     | Liquigas-Cannondale | t.e.       |

|    | Rider                   | Team              | Time        |
| -- | ----------------------- | ----------------- | ----------- |
| 1  | Matthew Goss (AUS)      | HTC-Highroad      | 14h 22' 34" |
| 2  | Thomas De Gendt (BEL)   | Vacancesoleil-DCM | + 2"        |
| 3  | Heinrich Haussler (AUS) | Garmin-Cervélo    | + 6"        |
| 4  | Greg Henderson (NZL)    | Team Sky          | + 6"        |
| 5  | Denis Galimzyanov (RUS) | Team Katusha      | + 8"        |
| 6  | Jérémy Roy (FRA)        | FDJ               | + 9"        |
| 7  | Tony Gallopin (FRA)     | Cofidis           | + 10"       |
| 8  | Cyril Gautier (FRA)     | Europcar          | + 11"       |
| 9  | Cédric Pineau (FRA)     | FDJ               | + 11"       |
| 10 | Jens Voigt (GER)        | Leopard-Trek      | + 14"       |

### Etapa 4
9 martie: Crêches-sur-Saône - Belleville, 191 km
|    | Ciclist                 | Echipă              | Timp       |
| -- | ----------------------- | ------------------- | ---------- |
| 1  | Thomas Voeckler (FRA)   | Europcar            | 5h 04' 20" |
| 2  | Rémi Pauriol (FRA)      | FDJ                 | t.e.       |
| 3  | Thomas De Gendt (BEL)   | Vacancesoleil-DCM   | t.e.       |
| 4  | Rémy Di Gregorio (FRA)  | Astana              | t.e.       |
| 5  | Heinrich Haussler (AUS) | Garmin-Cervélo      | + 13"      |
| 6  | Peter Sagan (SVK)       | Liquigas-Cannondale | + 13"      |
| 7  | Romain Feillu (FRA)     | Vacancesoleil-DCM   | + 13"      |
| 8  | Samuel Dumoulin (FRA)   | Cofidis             | + 13"      |
| 9  | Grega Bole (SLO)        | Lampre-ISD          | + 13"      |
| 10 | Danilo Wyss (SUI)       | BMC Racing Team     | + 13"      |

|    | Ciclist                 | Echipă            | Timp        |
| -- | ----------------------- | ----------------- | ----------- |
| 1  | Thomas De Gendt (BEL)   | Vacancesoleil-DCM | 19h 26' 46" |
| 2  | Thomas Voeckler (FRA)   | Europcar          | + 10"       |
| 3  | Rémi Pauriol (FRA)      | FDJ               | + 16"       |
| 4  | Matthew Goss (AUS)      | HTC-Highroad      | + 21"       |
| 5  | Rémy Di Gregorio (FRA)  | Astana            | + 24"       |
| 6  | Heinrich Haussler (AUS) | Garmin-Cervélo    | + 27"       |
| 7  | Jérémy Roy (FRA)        | FDJ               | + 30"       |
| 8  | Tony Gallopin (FRA)     | Cofidis           | + 31"       |
| 9  | Cyril Gautier (FRA)     | Europcar          | + 32"       |
| 10 | Jens Voigt (GER)        | Leopard Trek      | + 35"       |

### Etapa 5
10 martie: Saint-Symphorien-sur-Coise - Vernoux-en-Vivarais, 194 km
|    | Ciclist                  | Echipă            | Timp       |
| -- | ------------------------ | ----------------- | ---------- |
| 1  | Andreas Klöden (GER)     | Team RadioShack   | 4h 59' 00" |
| 2  | Samuel Sánchez (ESP)     | Euskaltel-Euskadi | t.e.       |
| 3  | Matteo Carrara (ITA)     | Vacancesoleil-DCM | t.e.       |
| 4  | Tony Martin (GER)        | HTC-Highroad      | t.e.       |
| 5  | Rein Taaramäe (EST)      | Cofidis           | t.e.       |
| 6  | Robert Kiserlovski (CRO) | Astana            | t.e.       |
| 7  | Janez Brajkovič (SLO)    | Team RadioShack   | t.e.       |
| 8  | Xavier Tondó (ESP)       | Team Movistar     | t.e.       |
| 9  | Luis León Sánchez (ESP)  | Rabobank          | + 18"      |
| 10 | Pierre Rolland (FRA)     | Europcar          | + 19"      |

|    | Ciclist                  | Echipă            | Timp        |
| -- | ------------------------ | ----------------- | ----------- |
| 1  | Andreas Klöden (GER)     | Team RadioShack   | 24h 26' 13" |
| 2  | Samuel Sánchez (ESP)     | Euskaltel-Euskadi | + 4"        |
| 3  | Matteo Carrara (ITA)     | Vacancesoleil-DCM | + 6"        |
| 4  | Tony Martin (GER)        | HTC-Highroad      | + 10"       |
| 5  | Robert Kiserlovski (CRO) | Astana            | + 10"       |
| 6  | Janez Brajkovič (SLO)    | Team RadioShack   | + 10"       |
| 7  | Xavier Tondó (ESP)       | Team Movistar     | + 10"       |
| 8  | Rein Taaramäe (EST)      | Cofidis           | + 10"       |
| 9  | Luis León Sánchez (ESP)  | Rabobank          | + 28"       |
| 10 | Roman Kreuziger (CZE)    | Astana            | + 29"       |

### Etapa 6
11 martie: Rognes - Aix-en-Provence, 27 km (contratimp individual)
|    | Ciclist                      | Echipă                 | Timp     |
| -- | ---------------------------- | ---------------------- | -------- |
| 1  | Tony Martin (GER)            | HTC-Highroad           | 32' 24"  |
| 2  | Bradley Wiggins (GBR)        | Team Sky               | + 20"    |
| 3  | Richie Porte (AUS)           | Team Saxo Bank-SunGard | + 29"    |
| 4  | Andreas Klöden (GER)         | Team RadioShack        | + 46"    |
| 5  | Jean-Christophe Péraud (FRA) | Ag2r-La Mondiale       | + 55"    |
| 6  | Lieuwe Westra (NED)          | Vacancesoleil-DML      | + 57"    |
| 7  | Andrew Talansky (USA)        | Garmin-Cervélo         | + 1' 05" |
| 8  | Rein Taaramäe (EST)          | Cofidis                | + 1' 10" |
| 9  | Levi Leipheimer (USA)        | Team RadioShack        | + 1' 10" |
| 10 | Tejay van Garderen (USA)     | HTC-Highroad           | + 1' 29" |

|    | Ciclist                      | Echipă            | Timp        |
| -- | ---------------------------- | ----------------- | ----------- |
| 1  | Tony Martin (GER)            | HTC-Highroad      | 24h 59' 47" |
| 2  | Andreas Klöden (GER)         | Team RadioShack   | + 36"       |
| 3  | Bradley Wiggins (GBR)        | Team Sky          | + 39"       |
| 4  | Rein Taaramäe (EST)          | Cofidis           | + 1' 10"    |
| 5  | Jean-Christophe Péraud (FRA) | Ag2r-La Mondiale  | + 1' 14"    |
| 6  | Levi Leipheimer (USA)        | Team RadioShack   | + 1' 29"    |
| 7  | Janez Brajkovič (SLO)        | Team RadioShack   | + 1' 32"    |
| 8  | Samuel Sánchez (ESP)         | Euskaltel-Euskadi | + 1' 37"    |
| 9  | Xavier Tondó (ESP)           | Team Movistar     | + 1' 51"    |
| 10 | Bauke Mollema (NED)          | Rabobank          | + 1' 57"    |

### Etapa 7
12 martie: Brignoles - Biot, 215.5 km
|    | Ciclist                | Echipă            | Timp       |
| -- | ---------------------- | ----------------- | ---------- |
| 1  | Rémy Di Gregorio (FRA) | Astana            | 5h 46' 23" |
| 2  | Samuel Sánchez (ESP)   | Euskaltel-Euskadi | + 5"       |
| 3  | Rigoberto Urán (COL)   | Team Sky          | + 5"       |
| 4  | Andreas Klöden (GER)   | Team RadioShack   | + 7"       |
| 5  | Tony Martin (GER)      | HTC-Highroad      | + 7"       |
| 6  | Rein Taaramäe (EST)    | Cofidis           | + 7"       |
| 7  | Janez Brajkovič (SLO)  | Team RadioShack   | + 9"       |
| 8  | Bradley Wiggins (GBR)  | Team Sky          | + 9"       |
| 9  | Xavier Tondó (ESP)     | Team Movistar     | + 9"       |
| 10 | Maxime Monfort (BEL)   | Leopard Trek      | + 11"      |

|    | Ciclist                      | Echipă            | Timp        |
| -- | ---------------------------- | ----------------- | ----------- |
| 1  | Tony Martin (GER)            | HTC-Highroad      | 30h 46' 17" |
| 2  | Andreas Klöden (GER)         | Team RadioShack   | + 36"       |
| 3  | Bradley Wiggins (GBR)        | Team Sky          | + 41"       |
| 4  | Rein Taaramäe (EST)          | Cofidis           | + 1' 10"    |
| 5  | Jean-Christophe Péraud (FRA) | Ag2r-La Mondiale  | + 1' 21"    |
| 6  | Samuel Sánchez (ESP)         | Euskaltel-Euskadi | + 1' 29"    |
| 7  | Janez Brajkovič (SLO)        | Team RadioShack   | + 1' 34"    |
| 8  | Levi Leipheimer (USA)        | Team RadioShack   | + 1' 36"    |
| 9  | Xavier Tondó (ESP)           | Team Movistar     | + 1' 53"    |
| 10 | Bauke Mollema (NED)          | Rabobank          | + 2' 04"    |

### Etapa 8
13 martie: Nisa - Nisa, 124 km
|    | Ciclist                  | Echipă            | Timp       |
| -- | ------------------------ | ----------------- | ---------- |
| 1  | Thomas Voeckler (FRA)    | Europcar          | 3h 15' 58" |
| 2  | Diego Ulissi (ITA)       | Lampre-ISD        | + 23"      |
| 3  | Julien El Fares (FRA)    | Cofidis           | + 1' 06"   |
| 4  | Samuel Sánchez (ESP)     | Euskaltel-Euskadi | + 1' 06"   |
| 5  | David López García (ESP) | Team Movistar     | + 1' 06"   |
| 6  | Matteo Carrara (ITA)     | Vacancesoleil-DCM | + 1' 08"   |
| 7  | Gorka Izagirre (ESP)     | Euskaltel-Euskadi | + 1' 12"   |
| 8  | José Joaquín Rojas (ESP) | Team Movistar     | + 1' 22"   |
| 9  | Simon Špilak (SLO)       | Lampre-ISD        | + 1' 22"   |
| 10 | Tomas Vaitkus (LTU)      | Astana            | + 1' 22"   |

|    | Ciclist                      | Echipă            | Timp        |
| -- | ---------------------------- | ----------------- | ----------- |
| 1  | Tony Martin (GER)            | HTC-Highroad      | 34h 03' 37" |
| 2  | Andreas Klöden (GER)         | Team RadioShack   | + 36"       |
| 3  | Bradley Wiggins (GBR)        | Team Sky          | + 41"       |
| 4  | Rein Taaramäe (EST)          | Cofidis           | + 1' 10"    |
| 5  | Samuel Sánchez (ESP)         | Euskaltel-Euskadi | + 1' 13"    |
| 6  | Jean-Christophe Péraud (FRA) | Ag2r-La Mondiale  | + 1' 24"    |
| 7  | Janez Brajkovič (SLO)        | Team RadioShack   | + 1' 34"    |
| 8  | Levi Leipheimer (USA)        | Team RadioShack   | + 1' 36"    |
| 9  | Bauke Mollema (NED)          | Rabobank          | + 2' 04"    |
| 10 | Maxime Monfort (BEL)         | Leopard Trek      | + 2' 26"    |

## Rezultate
| Etapa | Câștigător de etapă    | Clasamentul general   | Clasamentul pe puncte   | Cel mai bun cățărător | Cel mai bun tânăr        | Clasamentul pe echipe   |
| ----- | ---------------------- | --------------------- | ----------------------- | --------------------- | ------------------------ | ----------------------- |
| 1     | Thomas De Gendt (VCD)  | Thomas De Gendt (VCD) | Thomas De Gendt (VCD)   | Damien Gaudin (EUC)   | Thomas De Gendt (VCD)    | Vacancesoleil-DCM (VCD) |
| 2     | Greg Henderson (SKY)   | Thomas De Gendt (VCD) | Greg Henderson (SKY)    | Damien Gaudin (EUC)   | Thomas De Gendt (VCD)    | Vacancesoleil-DCM (VCD) |
| 3     | Matthew Goss (HTC)     | Matthew Goss (HTC)    | Heinrich Haussler (GRM) | Jussi Veikkanen (OLO) | Matthew Goss (HTC)       | Vacancesoleil-DCM (VCD) |
| 4     | Thomas Voeckler (BBO)  | Thomas De Gendt (VCD) | Heinrich Haussler (GRM) | Rémi Pauriol (FDJ)    | Thomas De Gendt (VCD)    | Vacancesoleil-DCM (VCD) |
| 5     | Andreas Klöden (RSH)   | Andreas Klöden (RSH)  | Heinrich Haussler (GRM) | Rémi Pauriol (FDJ)    | Robert Kiserlovski (AST) | Team RadioShack (RSH)   |
| 6     | Tony Martin (HTC)      | Tony Martin (HTC)     | Heinrich Haussler (GRM) | Rémi Pauriol (FDJ)    | Rein Taaramäe (COF)      | Team RadioShack (RSH)   |
| 7     | Rémy Di Gregorio (AST) | Tony Martin (HTC)     | Heinrich Haussler (GRM) | Rémi Pauriol (FDJ)    | Rein Taaramäe (COF)      | Team RadioShack (RSH)   |
| 8     | Thomas Voeckler (BBO)  | Tony Martin (HTC)     | Heinrich Haussler (GRM) | Rémi Pauriol (FDJ)    | Rein Taaramäe (COF)      | Team RadioShack (RSH)   |
| Final | Final                  | Tony Martin (HTC)     | Heinrich Haussler (GRM) | Rémi Pauriol (FDJ)    | Rein Taaramäe (COF)      | Team RadioShack (RSH)   |